# Episodi di Room 222 (quarta stagione)
La quarta stagione della serie televisiva Room 222 è stata trasmessa in anteprima negli Stati Uniti d'America dalla ABC tra il 15 settembre 1972 e il 9 marzo 1973.
| nº | Titolo originale                               | Titolo italiano | Prima TV USA      | Prima TV Italia |
| -- | ---------------------------------------------- | --------------- | ----------------- | --------------- |
| 1  | A Little Flyer Than Most                       |                 | 15 settembre 1972 |                 |
| 2  | I Wonder If January 15th Will Ever Come Again? |                 | 22 settembre 1972 |                 |
| 3  | Just Call Me Mr. Shigematsu                    |                 | 29 settembre 1972 |                 |
| 4  | And He's Not Even Lovable                      |                 | 6 ottobre 1972    |                 |
| 5  | Hands Across the Sea                           |                 | 13 ottobre 1972   |                 |
| 6  | The Imposter                                   |                 | 20 ottobre 1972   |                 |
| 7  | Lift, Thrust and Drag                          |                 | 27 ottobre 1972   |                 |
| 8  | You Don't Know Me, He Said                     |                 | 3 novembre 1972   |                 |
| 9  | Walt Whitman Goes Bananas                      |                 | 10 novembre 1972  |                 |
| 10 | Bleep                                          |                 | 17 novembre 1972  |                 |
| 11 | Shoestring Catch                               |                 | 24 novembre 1972  |                 |
| 12 | Elizabeth Brown Is Failing                     |                 | 1º dicembre 1972  |                 |
| 13 | Mr. Wrong                                      |                 | 8 dicembre 1972   |                 |
| 14 | The Nichols Girl                               |                 | 22 dicembre 1972  |                 |
| 15 | Pardon Me, Your Apathy Is Showing              |                 | 5 gennaio 1973    |                 |
| 16 | Rights of Others                               |                 | 12 gennaio 1973   |                 |
| 17 | Man, If You're So Smart                        |                 | 19 gennaio 1973   |                 |
| 18 | The Hand That Feeds                            |                 | 2 febbraio 1973   |                 |
| 19 | Fifteen Years and What Do You Get?             |                 | 9 febbraio 1973   |                 |
| 20 | Someone Special                                |                 | 16 febbraio 1973  |                 |
| 21 | A Hairy Escape                                 |                 | 23 febbraio 1973  |                 |
| 22 | The Noon Goon                                  |                 | 2 marzo 1973      |                 |
| 23 | To Go with the Bubbles                         |                 | 9 marzo 1973      |                 |